# Clément François Victor Gabriel Prunelle

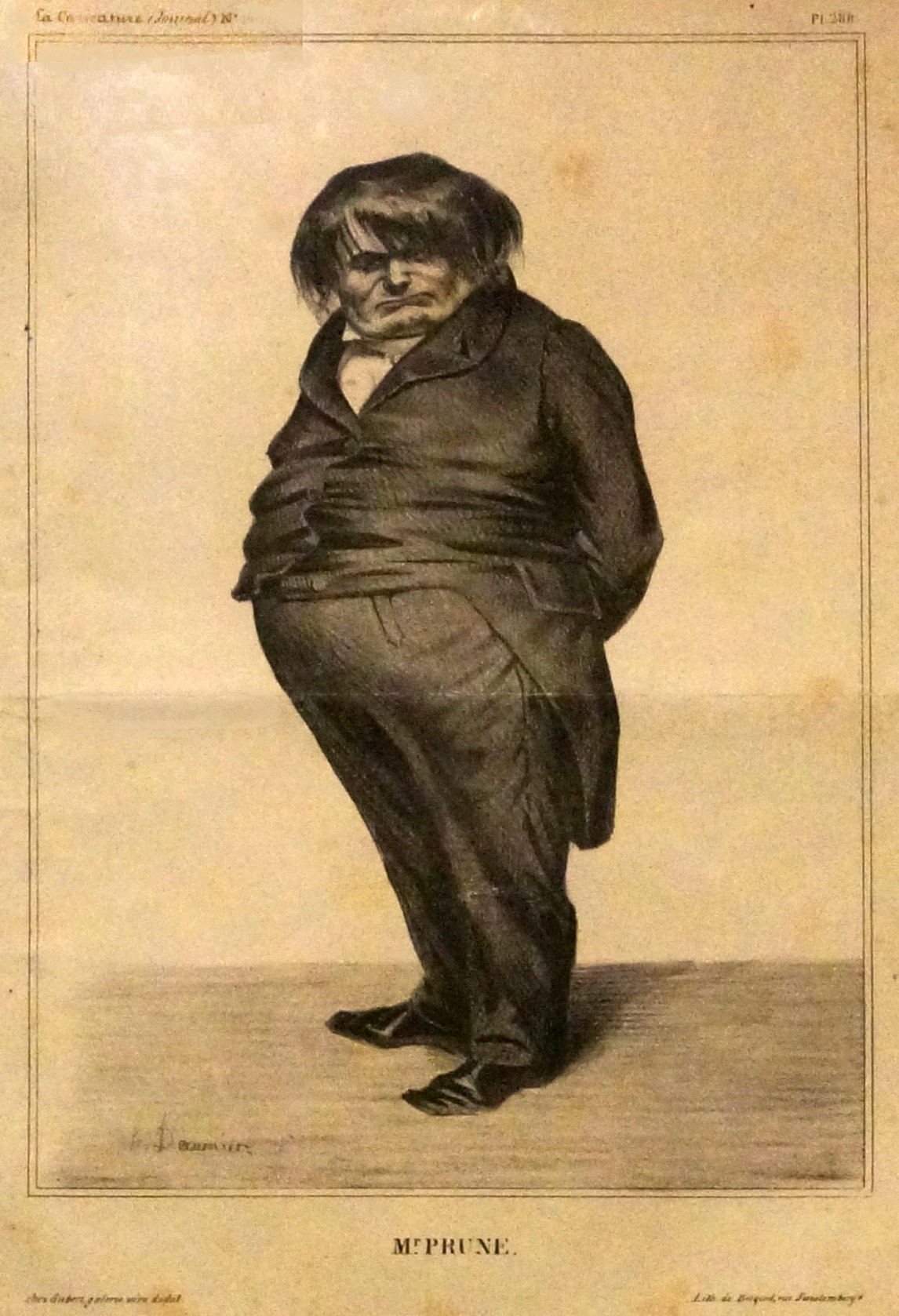
Karikatur von Daumier, als M. Prune

Clément François Victor Gabriel Prunelle, auch Gabriel Prunelle und Victor Prunelle, (* 22. Juni 1777 in La Tour-du-Pin; † 19. August 1853 in Vichy) war ein französischer Arzt und Politiker. Er war Bürgermeister von Lyon.

## Leben
Prunelle, der Sohn eines Arztes war, studierte ab 1794 Medizin in Montpellier und Paris mit dem Abschluss als Doktor der Medizin 1799. Im folgenden Jahr wurde er als Arzt zu Napoleons Ägypten-Expedition befohlen, da dort die Pest ausgebrochen war. Er wurde aber auf dem Weg dorthin von den Engländern in Malta interniert. Prunelle konnte fliehen und kehrte über Spanien nach Paris zurück, wo er unter Napoleon als Militärarzt wirkte. Beispielsweise war er Haupt-Militärarzt in der Schlacht von Austerlitz 1805 (er barg mit seinen Leuten die Verletzten, versorgte sie und assistierte dem Chirurgen Larrey). 1806 wurde er Arzt am Militärhospital Val-de-Grace. Daneben war er in literarischen Kreisen in Paris aktiv, unter anderem popularisierte er die Philosophie des deutschen Idealismus (Kant, Fichte, Schelling) in Frankreich und war auch häufig in Montpellier. Er war vielseitig gebildet und las zum Beispiel Homer im griechischen Original. 1796 bis 1807 war er Bibliothekar der medizinischen Fakultät in Montpellier und ab 1807 Professor für Rechtsmedizin in Montpellier, wonach er seine militärische Karriere aufgab. Unter seiner Leitung konnte die Medizinische Bibliothek von Montpellier eine große Sammlung überwiegend von Klöstern, Privatsammlungen und Emigranten beschlagnahmter Bücher, Handschriften und Inkunabeln aufbauen (650 mittelalterliche Handschriften, davon 59 aus karolingischer Zeit, mehr als 100.000 Bücher, die vor dem 19. Jahrhundert gedruckt wurden, davon 300 Inkunabeln). Das geschah überwiegend 1802 bis 1806 im Auftrag des Innenministers Jean-Antoine Chaptal (für den auch drei andere Wissenschaftler Bücher und Handschriften beschlagnahmten). Dazu erwarb er auch die Sammlung des Kardinals Albani (in der auch wertvolle italienische Handschriften waren). In Montpellier hielt er auch Vorlesungen über Medizingeschichte.
Nach der Niederlage Napoleons verlor er 1819 seine Professur. Er ging nach Lyon, wo er sich als Arzt niederließ und in der reichen Bürgerschaft der Stadt sehr erfolgreich war. 1822 heiratete er die Tochter eines Seidenfabrikanten in Lyon. Außerdem war er aktiv in liberalen politischen Kreisen und Mitgründer einer Zeitschrift Le Précurseur. Während der Julirevolution von 1830 wurde er Bürgermeister von Lyon. Gleichzeitig wurde er 1830 als Deputierter für das Département Isère in die Nationalversammlung gewählt, wo er sich allerdings immer mehr von seinen liberalen Anfängen entfernte und der konservativen Wende des Bürgerkönigs Louis Philippe folgte. 1831 fand ein Arbeiteraufstand in Lyon statt (der Arbeiter in der Seidenindustrie, den Canutes), und als er als Bürgermeister an dessen Niederschlagung beteiligt war, machte ihn das zum Ziel von Angriffen seiner liberalen Weggenossen (und von Karikaturen wie die von Honoré de Daumier). Prunelle pendelte zwischen Paris und Lyon und war aktiv in der Gesetzgebung der Nationalversammlung. 1835 gab er seinen Posten als Bürgermeister von Lyon auf. 1839 wurde er als Abgeordneter von La Tour-du-Pin nicht wiedergewählt. Er blieb aber bis 1848 im Stadtrat von Lyon. Seit 1833 war er Inspekteur der Mineralquellen in Vichy. 1848 bis 1853 war er Bürgermeister von Vichy. Bei seinem Tod hinterließ er einen hohen Schuldenberg von 200.000 Franc.
1831 wurde er Ritter der Ehrenlegion. Den Offiziersgrad der Ehrenlegion lehnte er ab, ebenso wie das Angebot des Königs 1845, Pair von Frankreich zu werden.
1835 wurde er korrespondierendes Mitglied der Académie des sciences.
Stendhal porträtierte ihn in Lucien Leuwen als Docteur du Poirier. Eine Straße in Lyon ist nach ihm benannt.